# Định luật Geiger-Nuttall
Định luật Geiger-Nuttall hay quy tắc Geiger-Nuttall là một quy tắc vật lý hạt nhân được thiết lập theo kinh nghiệm để ước tính thời gian bán rã của các hạt nhân phóng xạ có phân rã alpha. Quy tắc này nói rằng các đồng vị tồn tại trong thời gian ngắn thì phát ra các hạt alpha năng lượng mạnh cao các hạt tồn tại lâu.
Mối quan hệ cũng cho thấy chu kỳ bán rã phụ thuộc theo cấp số nhân vào năng lượng phân rã, do đó những thay đổi rất lớn trong thời gian bán rã tạo ra sự khác biệt tương đối nhỏ trong năng lượng phân rã và do đó là năng lượng hạt alpha. Trong thực tế điều này có nghĩa là các hạt alpha từ tất cả các đồng vị phát ra alpha qua nhiều bậc độ chênh lệch trong chu kỳ bán rã, tuy nhiên tất cả đều có cùng năng lượng phân rã.
Định luật được Hans Geiger và John Mitchell Nuttall xây dựng vào năm 1911 ,  ở dạng hiện đại được viết là 
{\displaystyle \log _{10}\lambda =-a_{1}{\frac {Z}{\sqrt {E}}}+a_{2}+...}
Trong đó λ là hằng số phân rã (λ = ln2/chu kỳ bán rã), {\displaystyle Z} là số nguyên tử, {\displaystyle E} là tổng động năng (của hạt alpha và hạt nhân sản phẩm), và a1 và a2 là các hằng số thực nghiệm.
Mối liên hệ thực nghiệm này có thể được giải thích bằng hiệu ứng đường hầm và được George Gamow chứng minh trên lý thuyết vào năm 1928, và là yếu tố đóng góp đáng kể lúc đó vào việc công nhận cơ học lượng tử . Xác suất của hạt alpha chui qua hàng rào Coulomb, rời khỏi hạt nhân, tăng theo cấp số nhân với động năng của nó. Trong vật lý cổ điển thì việc giải thích như vậy là không thể.
Quy tắc áp dụng tốt nhất cho các hạt nhân có số nguyên tử và số khối lượng nguyên tử là chẵn. Nó là ước tính thực nghiệm, với sự thiếu chính xác đáng kể, bỏ qua cấu trúc của hạt nhân và các khía cạnh của spin hạt nhân. Các biến thể với một số phần tử hiệu chỉnh đưa ra, vẫn có các lỗi điển hình về thứ tự độ lớn đối với các hạt nhân có thời gian tồn tại ngắn và hơn ba bậc độ lớn đối với các hạt nhân có thời gian tồn tại rất dài.
Áp dụng với phân rã của 208Pb (đồng vị bền, chiếm tỷ lệ 52,4% chì tự nhiên) thì tùy thuộc vào công thức thực nghiệm thời gian bán rã thu được là khoảng từ 10115 đến 10145 giây, trong khi đó tuổi của vũ trụ mới chỉ khoảng 1017 giây.